# Макнил, Лори
Лори Макнил (англ. Lori McNeil; род. 18 декабря 1963, Сан-Диего, США) — американская теннисистка и теннисный тренер, бывшая 9-я ракетка мира в одиночном и 4-я в парном разряде; победительница одного турнира Большого шлема в миксте (Roland Garros-1988), четырёхкратная финалистка турниров Большого шлема (один раз — в женской паре, трижды — в миксте); победительница 42 турниров WTA (9 — в одиночном разряде); член сборной США в Кубке Федерации и Кубке Уайтмен.

## Спортивная карьера

### Игровая карьера
Любовь к теннису привила Лори Макнил её мать. Первые шаги в теннисе Лори делала в хьюстонском Макгрегор-парке вместе с близкой подругой Зиной Гаррисон; их тренером в этот период был знаменитый негритянский теннисный тренер Джон Уилкерсон (автор книги о чернокожих теннисистах Сундьята Джата называет Гаррисон, Макнил и Уилкерсона «Хьюстонским триумвиратом»). Поступив в Университет штата Оклахома, Макнил трижды становилась чемпионкой в своей конференции NCAA и в 1982 году была включена в символическую любительскую сборную США как в одиночном, так и в парном разряде.
В 1983 году Лори Макнил перешла в профессионалы. Уже в свой дебютный год она завоевала первый титул в профессиональных турнирах, выиграв в парном разряде турнир в Бейкерсфилде (Калифорния), входящий в календарь профессионального тура USTA. В 1986 году Макнил выиграла свой первый турнир Virginia Slims в одиночном разряде, а в парах завоевала три титула, ещё дважды уступив в финале. В итоге она завершила сезон в числе 20 лучших теннисисток мира в одиночном разряде и на 28-м месте в парном.
Следующий год был ознаменован целым рядом достижений в турнирах Большого шлема. Уже в январе Макнил в паре с Гаррисон дошла до финала Открытого чемпионата Австралии, по ходу переиграв третью и вторую посеянные пары (Гана Мандликова-Венди Тёрнбулл и Клаудиа Коде-Кильш-Гелена Сукова) и проиграв лишь сильнейшей паре мира Мартина Навратилова-Пэм Шрайвер. На Открытом чемпионате Франции Макнил дошла с Джиджи Фернандес до четвертьфинала, а в миксте вышла в финал в паре с Шервудом Стюартом, проиграв там Шрайвер и Эмилио Санчесу. На Уимблдонском турнире, где с ней выступала Робин Уайт, Макнил стала полуфиналисткой в женских парах, а на Открытом чемпионате США вышла в четвертьфинал в паре с Гаррисон и в полуфинал в одиночном разряде. По пути в полуфинал посеянная 11-й Макнил вывела из борьбы Гаррисон — седьмую ракетку турнира, а затем сеяную третьей Крис Эверт, проиграв только первой ракетке мира Штеффи Граф. Макнил стала первой чернокожей полуфиналисткой Открытого чемпионата США в одиночном разряде со времён Алтеи Гибсон, побывавшей там в последний раз в 1958 году. В турнирах более низкого уровня Макнил завоевала пять титулов в парном разряде и ещё семь раз (включая Открытый чемпионат Австралии) проигрывала в финале. К концу сезона она поднялась в парном рейтинге WTA до четвёртого места и приняла в паре с Гаррисон участие в итоговом турнире года, где они, однако, проиграли в первом же круге.
За 1988 год Макнил выиграла второй и третий в карьере турниры в одиночном разряде и к июлю поднялась в рейтинге до 9-го места. В женских парах на её счету было девять финалов турниров WTA, из которых она выиграла пять, закончив год на десятом месте в рейтинге и второй раз подряд сыграв в итоговом турнире года (на сей раз с Бетси Нагельсен). Но главный успех этого года пришёлся на микст, где Макнил и мексиканец Хорхе Лосано выиграли Открытый чемпионат Франции, победив в полуфинале Навратилову и Санчеса, а в финале взяв верх над нидерландской парой Бренда Шульц-Михил Схаперс.
Дальнейшая карьера Лори Макнил включала ещё полторы дюжины титулов на турнирах WTA в парном разряде (в том числе три на турнирах I категории в Монреале, Хилтон-Хед-Айленде и Филадельфии) и семь — в одиночном. В 1992 году она пробилась на итоговый турнир года в одиночном разряде, нанеся там поражение в первом круге Штефи Граф — первый случай с 1985 года, когда Граф проигрывала в турнире WTA раньше четвертьфинала, и самое раннее её поражение за сто турниров. Через два года на Уимблдонском турнире она снова сенсационно обыграла Граф в первом круге — первый раз за историю турнира, когда действующая чемпионка и первая ракетка турнира проигрывала на этом этапе. Несеяная Макнил затем дошла до полуфинала, где её остановила третья ракетка мира Кончита Мартинес.
В 1992 и 1994 годах Макнил ещё дважды доходила до финала турниров Большого шлема в миксте — сначала на Открытом чемпионате Франции, а затем на Уимблдоне, а в следующие два года дважды подряд становилась полуфиналисткой Открытого чемпионата США в женских парах. Вначале с Геленой Суковой она вывела из борьбы четвёртую пару US Open-95 Линдсей Дэвенпорт-Лиза Реймонд, в полуфинале проиграв будущим чемпионкам Наталье Зверевой и Джиджи Фернандес. На следующий год ситуация повторилась — Зверева и Фернандес остановили Макнил и её партнёршу Габриэлу Сабатини в полуфинале, а сами завоевали главный трофей.
Лори Макнил продолжала выступления до 2002 года. В последние годы её преследовали травмы, из-за которых она, в частности, пропустила почти весь сезон в 1997 году, так что с 2000 года она играла нерегулярно и только в парах, завоевав последние два титула в турнирах WTA в 2001 году с Амандой Кётцер из ЮАР. В итоге Макнил в 37 лет попала вместе с Кётцер в свой первый итоговый турнир WTA за шесть лет, а в начале следующего года ещё дошла с ней до четвертьфинала Открытого чемпионата Австралии после победы над шестой сеяной парой Роберта Винчи-Сандрин Тестю. Всего за время выступлений она выиграла в турнирах Большого шлема и WTA во всех разрядах более тысячи встреч, девять лет заканчивая сезон в числе двадцати лучших теннисисток мира в парном разряде и шесть лет — в одиночном.
Ещё в годы активной игровой карьеры, в 2000 году, имя Лори Макнил было включено в списки Зала теннисной славы Техаса. В 2012 году она стала членом Зала негритянской спортивной славы Техаса, а с 2006 года является членом Зала славы женского студенческого тенниса.

### Тренерская и административная работа
Уже в конце игровой карьеры Лори Макнил начала работать как тренер. Большую часть 2000 года она преподавала теннис в детских спортивных секциях в Вашингтоне, а с 2001 года стала тренером своей партнёрши на корте Аманды Кётцер. С этого же года она на протяжении 12 лет официально сотрудничала в качестве тренера с USTA — Ассоциацией тенниса Соединённых Штатов, за это время успев побывать помощником тренера сборной США на Олимпиадах в Афинах и Лондоне и главным тренером женской сборной на Универсиаде 2005 года. В 2006 году она была удостоена награды WTA за двухлетнюю наставническую работу с Верой Звонарёвой. В 2012 году Макнил присоединилась в качестве тренера к Теннисной академии Зины Гаррисон.
Роль Лори Макнил в развитии детского тенниса не ограничивается её теннисной работой. Ей учреждён Фонд Лори Макнил и проводятся серии показательных матчей Lori McNeil Celebrity Tennis Classic, выручка от которых идёт на поддержку молодёжных теннисных программ на Бермудах.

## Место в рейтинге в конце года
| Разряд    | 1983 | 1984 | 1985 | 1986 | 1987 | 1988 | 1989 | 1990 | 1991 | 1992 | 1993 | 1994 | 1995 | 1996 | 1997 | 1998 | 1999 |
| --------- | ---- | ---- | ---- | ---- | ---- | ---- | ---- | ---- | ---- | ---- | ---- | ---- | ---- | ---- | ---- | ---- | ---- |
| Одиночный | 144  | 97   | 93   | 14   | 11   | 13   | 36   | 52   | 19   | 15   | 25   | 17   | 34   | 83   | 305  | 91   | 890  |
| Парный    | -    | -    | -    | 28   | 4    | 10   | 16   | 22   | 19   | 14   | 12   | 15   | 15   | 13   | 37   | 50   | 95   |

## Выступления на турнирах

### Финалы турниров Большого шлема за карьеру
| Результат | Год  | Турнир          | Покрытие | Партнёрша     | Соперницы в финале              | Счёт    |
| --------- | ---- | --------------- | -------- | ------------- | ------------------------------- | ------- |
| Поражение | 1987 | Australian Open | Трава    | Зина Гаррисон | Мартина Навратилова Пэм Шрайвер | 1-6 0-6 |

| Результат | Год  | Турнир            | Покрытие | Партнёр         | Соперники в финале                 | Счёт        |
| --------- | ---- | ----------------- | -------- | --------------- | ---------------------------------- | ----------- |
| Поражение | 1987 | Roland Garros     | Грунт    | Шервуд Стюарт   | Пэм Шрайвер Эмилио Санчес          | 3-6 6-7(4)  |
| Победа    | 1988 | Roland Garros     | Грунт    | Хорхе Лосано    | Бренда Шульц Михил Схаперс         | 7-5 6-2     |
| Поражение | 1992 | Roland Garros (2) | Грунт    | Брайан Шелтон   | Аранча Санчес-Викарио Марк Вудфорд | 2-6 3-6     |
| Поражение | 1994 | Уимблдон          | Трава    | Ти-Джей Мидлтон | Хелена Сукова Тодд Вудбридж        | 6-3 5-7 3-6 |

### Титулы Virginia Slims, USTA-тура и WTA-тура за карьеру
| Легенда             |
| ------------------- |
| Большой шлем (0)    |
| Чемпионат WTA (0)   |
| I категория (0+3)   |
| II категория (1+4)  |
| III категория (2+8) |
| IV категория (2+4)  |
| V категория (3+4)   |
| VS/USTA (2+10)      |

| №   | Дата             | Турнир                        | Порытие  | Соперница в финале    | Счёт        |
| --- | ---------------- | ----------------------------- | -------- | --------------------- | ----------- |
| 1.  | 15 сентября 1986 | Тампа, США                    | Хард     | Зина Гаррисон         | 2-6 7-5 6-2 |
| 2.  | 22 сентября 1986 | Талса, США                    | Хард     | Бет Херр              | 6-0 6-1     |
| 3.  | 22 февраля 1988  | Оклахома-Сити, США            | Ковёр(i) | Бренда Шульц          | 6-3 6-2     |
| 4.  | 11 июля 1988     | Ньюпорт, США                  | Трава    | Барбара Поттер        | 6-4 4-6 6-3 |
| 5.  | 14 августа 1989  | Альбукерке, США               | Хард     | Элна Рейнах           | 6-1 6-3     |
| 6.  | 11 февраля 1991  | Денвер, США                   | Ковёр(i) | Манон Боллеграф       | 6-3 6-4     |
| 7.  | 8 апреля 1991    | Токио, Япония                 | Хард     | Сабин Аппельманс      | 2-6 6-2 6-1 |
| 8.  | 15 июня 1992     | Истборн, Великобритания       | Трава    | Линда Уайлд           | 6-4 6-4     |
| 9.  | 7 июня 1993      | Бирмингем, Великобритания     | Трава    | Зина Гаррисон-Джексон | 6-4 2-6 6-3 |
| 10. | 6 июня 1994      | Бирмингем, Великобритания (2) | Трава    | Зина Гаррисон-Джексон | 6-2 6-2     |

| №   | Дата             | Турнир                        | Покрытие | Партнёрша             | Соперницы в финале                      | Счёт              |
| --- | ---------------- | ----------------------------- | -------- | --------------------- | --------------------------------------- | ----------------- |
| 1.  | 2 октября 1983   | Бейкерсфилд, США              | Хард     | Кайли Копланд         | Патрисия Медраду Энн Хенрикссон         | 6-4 6-3           |
| 2.  | 27 октября 1985  | Брайтон, Великобритания       | Ковёр(i) | Катрин Сюир           | Барбара Поттер Хелена Сукова            | 4-6 7-6(3) 6-4    |
| 3.  | 2 ноября 1986    | Индианаполис, США             | Хард(i)  | Зина Гаррисон         | Кэнди Рейнольдс Энн Смит                | 4-5 — отказ       |
| 4.  | 16 ноября 1986   | Сан-Хуан, Пуэрто-Рико         | Хард     | Мерседес Пас          | Робин Уайт Джиджи Фернандес             | 6-2 3-6 6-4       |
| 5.  | 8 декабря 1986   | Буэнос-Айрес, Аргентина       | Грунт    | Мерседес Пас          | Манон Боллеграф Николь Ягерман          | 6-1 2-6 6-1       |
| 6.  | 4 апреля 1987    | Пискатауэй, США               | Ковёр(i) | Джиджи Фернандес      | Бетси Нагельсен Элизабет Смайли         | 6-1 6-4           |
| 7.  | 19 июля 1987     | Ньюпорт, США                  | Трава    | Джиджи Фернандес      | Кэти Джордан Энн Хоббс                  | 7-6(5) 7-5        |
| 8.  | 23 августа 1987  | Торонто, Канада               | Хард     | Зина Гаррисон         | Клаудиа Коде-Кильш Хелена Сукова        | 6-1 6-2           |
| 9.  | 30 августа 1987  | Мауа, США                     | Хард     | Джиджи Фернандес      | Элизабет Смайли Энн Хоббс               | 6-3 6-2           |
| 10. | 4 октября 1987   | Новый Орлеан, США             | Ковёр(i) | Зина Гаррисон         | Хезер Ладлофф Пинат Луи-Харпер          | 6-3 6-4           |
| 11. | 8 февраля 1988   | Даллас, США                   | Ковёр(i) | Ева Пфафф             | Зина Гаррисон Джиджи Фернандес          | 2-6 6-4 7-5       |
| 12. | 29 февраля 1988  | Сан-Антонио, США              | Хард     | Хелена Сукова         | Гретчен Мейджерс Розалин Фэрбенк        | 6-3 6-7(5) 6-2    |
| 13. | 4 апреля 1988    | Хилтон-Хед-Айленд, США        | Грунт    | Мартина Навратилова   | Клаудиа Коде-Кильш Габриэла Сабатини    | 6-2 2-6 6-3       |
| 14. | 24 октября 1988  | Брайтон, Великобритания (2)   | Ковёр(i) | Бетси Нагельсен       | Изабель Демонжо Натали Тозья            | 7-6(5) 2-6 7-6(4) |
| 15. | 7 ноября 1988    | Чикаго, США                   | Ковёр(i) | Бетси Нагельсен       | Наталья Зверева Лариса Савченко         | 6-4 3-6 6-4       |
| 16. | 27 февраля 1989  | Оклахома-Сити, США            | Хард(i)  | Бетси Нагельсен       | Элис Бёрджин Элизабет Смайли            | Без игры          |
| 17. | 22 мая 1989      | Женева, Швейцария             | Грунт    | Катрина Адамс         | Наталья Зверева Лариса Савченко         | 2-6 6-3 6-4       |
| 18. | 17 июля 1989     | Ньюпорт, США (2)              | Трава    | Джиджи Фернандес      | Элизабет Смайли Венди Тёрнбулл          | 6-3 6-7(5) 7-5    |
| 19. | 23 октября 1989  | Брайтон, Великобритания (3)   | Ковёр(i) | Катрина Адамс         | Гана Мандликова Яна Новотна             | 4-6 7-6(7) 6-4    |
| 20. | 30 октября 1989  | Индианаполис, США (2)         | Хард(i)  | Катрина Адамс         | Клаудиа Порвик Лариса Савченко          | 6-4 6-4           |
| 21. | 26 мая 1991      | Страсбург, Франция            | Грунт    | Стефани Рее           | Манон Боллеграф Мерседес Пас            | 6-7(2) 6-4 6-4    |
| 22. | 6 октября 1991   | Милан, Италия                 | Ковёр(i) | Сэнди Коллинз         | Сабин Аппельманс Рафаэлла Реджи         | 7-6(0) 6-3        |
| 23. | 23 февраля 1992  | Оклахома-Сити, США (2)        | Хард(i)  | Николь Провис         | Катрина Адамс Манон Боллеграф           | 3-6 6-4 7-6(6)    |
| 24. | 14 июня 1992     | Бирмингем, Великобритания     | Трава    | Ренне Стаббс          | Сэнди Коллинз Элна Рейнах               | 5-7 6-3 8-6       |
| 25. | 23 августа 1992  | Монреаль, Канада (2)          | Хард     | Ренне Стаббс          | Наталья Зверева Джиджи Фернандес        | 3-6 7-5 7-5       |
| 26. | 13 июня 1993     | Бирмингем, Великобритания (2) | Трава    | Мартина Навратилова   | Пэм Шрайвер Элизабет Смайли             | 6-3 6-4           |
| 27. | 3 апреля 1994    | Хилтон-Хед-Айленд, США (2)    | Грунт    | Аранча Санчес-Викарио | Наталья Зверева Джиджи Фернандес        | 6-4 4-1 — отказ   |
| 28. | 22 мая 1994      | Страсбург, Франция (2)        | Грунт    | Ренне Стаббс          | Каролина Вис Патрисия Тарабини          | 6-3 3-6 6-2       |
| 29. | 5 ноября 1995    | Окленд, США                   | Ковёр(i) | Хелена Сукова         | Катрина Адамс Зина Гаррисон-Джексон     | 3-6 6-4 6-3       |
| 30. | 12 ноября 1995   | Филадельфия, США              | Ковёр(i) | Хелена Сукова         | Мередит Макграт Лариса Савченко-Нейланд | 4-6 6-3 6-4       |
| 31. | 1 ноября 1998    | Квебек, Канада                | Хард(i)  | Кимберли По           | Чанда Рубин Сандрин Тестю               | 6-7(3) 7-5 6-4    |
| 32. | 25 февраля 2001  | Оклахома-Сити, США (3)        | Хард(i)  | Аманда Кётцер         | Джанет Ли Винна Пракуся                 | 6-3 2-6 6-0       |
| 33. | 16 сентября 2001 | Коста-ду-Сауипе, Бразилия     | Хард     | Аманда Кётцер         | Николь Арендт Патрисия Тарабини         | 6-7(8) 6-2 6-4    |